# Tarifliche Gleichstellung
Tarifliche Gleichstellung bezeichnet ein Verfahren, in dem die Bahnfahrpreise von und zu bestimmten Städten vereinheitlicht werden. Dadurch sind mehrere Bahnhöfe in einer Stadt zum selben Fahrpreis erreichbar. In Deutschland wird dieses Verfahren im Nahverkehr bei mehr als 40 Städten angewandt. Für Fernverkehrsfahrkarten galt dieses Verfahren bis Dezember 2023.
So gab es beispielsweise einen Tarifpunkt namens „BERLIN“, der die meisten Berliner Bahnhöfe umfasste. Der Fahrpreis für die Reiseziele Berlin Zoologischer Garten oder Berlin Alexanderplatz ist somit ab Entfernungen von hundert Kilometern der gleiche. Der Bahnhof Berlin Friedrichstraße wurde hierbei als preisbildender Tarifpunkt für die auf Kilometern basierenden Nahverkehrstarife genutzt. In Berlin gab es bereits seit 1898 Fahrkarten mit dem Aufdruck „Berlin Stadtbahn“, wo die innerstädtischen Bahnhöfe und zeitweise auch Fernbahnhöfe außerhalb der Innenstadt einbezogen waren. 2006 wurde diese Bezeichnung abgeschafft und durch die Tarifbezeichnung „BERLIN“ ersetzt.  Danach galt die Tarifbezeichnung BERLIN für sämtliche Bahnhöfe auf und innerhalb der Berliner Ringbahn sowie den Bahnhof Berlin-Lichtenberg. Ab 2020 galt die tarifliche Gleichstellung zu allen Regional- und S-Bahnhöfen in Berlin ausgenommen einiger Stationen im Bereich um die Bahnhöfe Berlin-Spandau und Berlin-Wannsee, welche eigene tarifliche Gleichstellungsbereiche definierten.
Die tarifliche Gleichstellung konnte auf Fahrscheine ab einer gewissen Länge der Fahrtstrecke begrenzt sein. Mit Einführung des City-Tickets wurde eine „erweiterte tarifliche Gleichstellung“ unter Einbeziehung von Stadtverkehrsmitteln eingeführt für Fahrscheine ab 100 km für alle Bahnhöfe der teilnehmenden Stadt, die nicht für Zeitkarten gilt.
Ein ähnliches Verfahren findet auch in anderen Ländern statt, in Großbritannien Station grouping genannt. Eine Fahrkarte ab beziehungsweise nach den innerstädtischen Bahnhöfen Londons wird im Regelfall nach „London Terminals“ ausgestellt, nicht zu einem bestimmten Bahnhof.